# Bangokgwanseol-dong
Bangokgwanseol-dong (koreanska: 반곡관설동) är en stadsdel i staden Wonju i provinsen Gangwon i den centrala delen av Sydkorea, 90 km öster om huvudstaden Seoul.